# Simaetha castanea
Simaetha castanea är en spindelart som beskrevs av Roger de Lessert 1927. Simaetha castanea ingår i släktet Simaetha och familjen hoppspindlar. Inga underarter finns listade i Catalogue of Life.